# پارک لنین
پارک لنین (به اسپانیایی: Parque Lenin) بزرگ‌ترین پارک طبیعی واقع در جنوب هاوانا، کوبا، با ۴۷۲ هکتار از مناطق سبز است که از جاذبه‌های شهری برای کودکان و بزرگسالان و نمایشگاه‌هاست. این پارک متشکل از شهر بازی، آکواریوم مصنوعی، دریاچه، محوطهٔ قایق‌رانی، سالن آمفی تئاتر، پیست سوار کاری، استخرهای شنا، کافه‌ها و رستوران‌ها می‌باشد. این پارک همچنین دارای یک خط راه‌آهن است که در محوطه بازدیدکنندگان را جابه‌جا می‌کند. پارک لنین در ۲۲ آوریل سال ۱۹۷۲ به یاد ولادیمیر لنین، رهبر و مؤسس اتحاد جماهیر شوروی، ساخته و تأسیس شد.

## نگارخانه

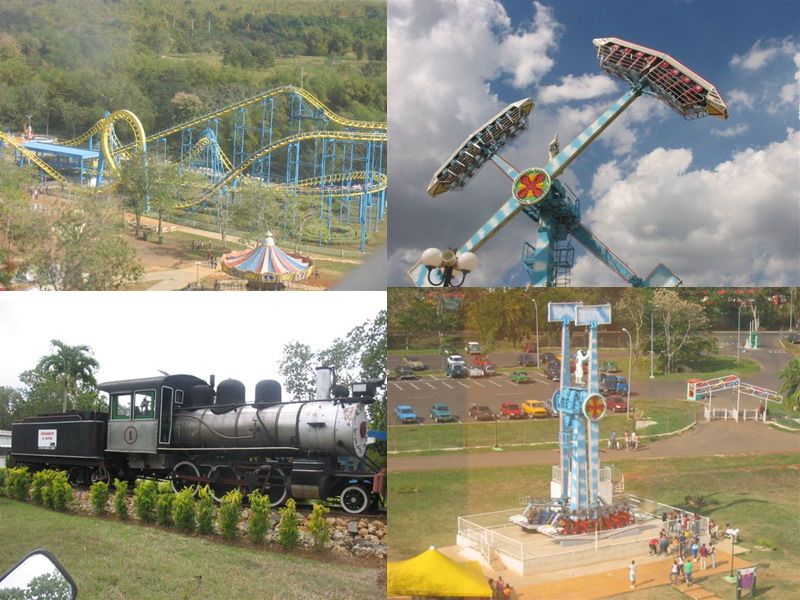
وسایل تفریحی پارک
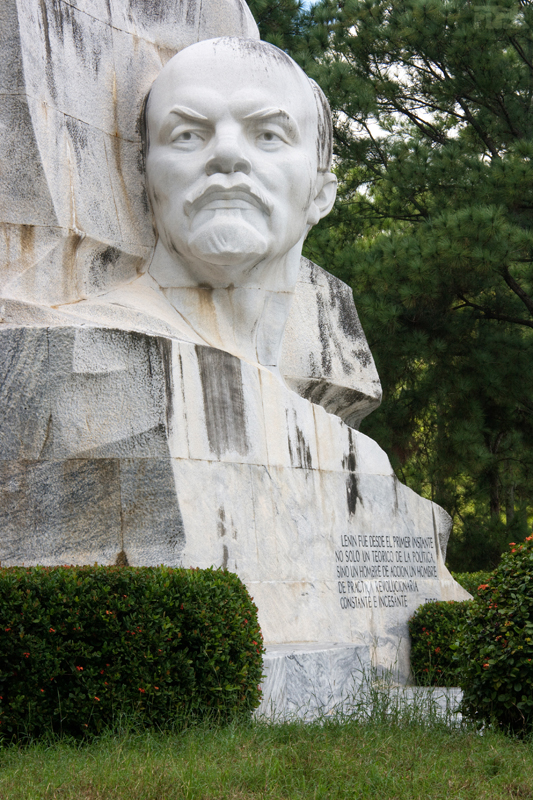
مجسمه چهرهٔ لنین